# Li Shangfu
Li Shangfu (chiń. 李尚福) – chiński inżynier lotnictwa i były administrator wojskowy. Od marca do października 2023 r. pełnił funkcję 13. ministra obrony narodowej i radcy stanu Chin.
W sierpniu 2023 r. Li zniknął z pola widzenia opinii publicznej, a 24 października 2023 r. został usunięty ze stanowiska. Jest najkrócej urzędującym ministrem obrony narodowej i pierwszym ministrem Sił Strategicznego Wsparcia Chińskiej Armii Ludowo-Wyzwoleńczej. W czerwcu 2024 r. został wydalony z Komunistycznej Partii Chin (KPCh) na podstawie zarzutów korupcyjnych, a jego sprawę przekazano do sądu wojskowego w celu wszczęcia postępowania karnego. Jego stopień generała został odwołany.

## Kariera
W grudniu 2003 roku, mając 45 lat, awansował na stanowisko Dyrektora (Dowódcy) ośrodka. W 2006 roku uzyskał stopień generała dywizji. Podczas dziesięciu lat pełnienia funkcji dyrektora ośrodka Xichang Li nadzorował kilka startów rakiet, w tym start sondy księżycowej Chang'e 2 w październiku 2010 roku.
W lipcu 2006 roku Li Shangfu otrzymał stopień generała majora. W sierpniu 2016 roku został mu nadany stopień generała porucznika. W lipcu 2019 roku został mu nadany stopień generała.

### Centralna Komisja Wojskowa
17 kwietnia 2023 roku Li odbył swoją pierwszą zagraniczną wizytę do Rosji. W ramach czterodniowej wizyty spotkał się w Moskwie z prezydentem Rosji Władimirem Putinem i ministrem obrony Siergiejem Szojgu. Podczas spotkania stwierdził, że więzi między Chinami a Rosją przewyższają sojusze polityczno-wojskowe z czasów zimnej wojny. 28 kwietnia spotkał się z ministrem obrony Indii Rajnathem Singhiem w ramach spotkania ministrów obrony Szanghajskiej Organizacji Współpracy w Nowym Delhi w Indiach.
W czerwcu 2023 r. podczas Shangri-La Dialogue w Singapurze Li publicznie oświadczył, że wojna ze Stanami Zjednoczonymi byłaby nie do zniesienia katastrofą i że zarówno Stany Zjednoczone, jak i Chiny muszą szukać większego porozumienia w obliczu niedawnej eskalacji napięć między tymi dwoma krajami.
We wrześniu 2023 r. agencja Reuters poinformowała, że Komisja ds. Kontroli Dyscypliny prowadzi wobec Li dochodzenie antykorupcyjne. Jego nieobecność obserwowali i spekulowali na jej temat urzędnicy rządowi USA, którzy powiedzieli Financial Times, że ich zdaniem Li jest objęty śledztwem.
24 października 2023 r. szóste posiedzenie Stałego Komitetu XIV Ogólnochińskiego Zgromadzenia Przedstawicieli Ludowych (OZPL) podjęło decyzję o usunięciu Li Shangfu ze stanowiska radcy stanu i ministra obrony narodowej oraz usunięciu Qin Ganga ze stanowiska radcy stanu.   Został również usunięty z CMC. 
27 czerwca 2024 r. Biuro Polityczne Komunistycznej Partii Chin ogłosiło, że Li wraz z byłym ministrem obrony Wei Fenghe zostali wykluczeni z partii za naruszenia dyscyplinarne i prawne, a sprawę skierowano do organów prokuratorskich PLA w celu wszczęcia postępowania karnego. Li został oskarżony o przyjmowanie łapówek finansowych, a także przekupywanie innych osób. Obu mężczyznom odebrano także stopień generała. W lipcu 2024 roku Komitet Centralny Komunistycznej Partii Chin potwierdził decyzję o wykluczeniu Li.